# Ruska rukometna reprezentacija
Ruska rukometna reprezentacija predstavlja državu Rusiju u športu rukometu.

## Nastupi naOI
- prvaci: 2000.
- doprvaci:
- treći: 2004.

## Nastupi na SP
- prvaci: 1993., 1997.
- doprvaci: 1999.
- treći:

## Nastupi naEP
- prvaci: 1996.
- doprvaci: 2000., 1994.
- treći: